# 미동초등학교
미동초등학교는 대한민국 강원특별자치도 태백시에 있는 초등학교이다.

## 학교 연혁
- 1940년 8월 9일: 하장초등학교 미동간이학교 설립
- 1940년 11월 30일: 개교
- 1944년 4월 30일: 미동초등학교 승격
- 1995년 1월 1일: 하사미 분교장 및 도릉분교장 미동초등학교 편입
- 1999년 9월 1일: 도릉분교장 통폐합
- 2009년 3월 1일: 하사미분교장 통폐합

## 참고 자료
- 미동초등학교 - 한국교육학술정보원 학교알리미